# Fremantle
Fremantle är en stad, som år 2016 hade cirka 29 000 invånare. Den ligger vid Swan Rivers mynning i delstaten Western Australia. Den fungerar både som hamnstad och förort till den närbelägna (20 kilometer) miljonstaden Perth.
Bon Scott, sångare i hårdrocksbandet AC/DC 1974-1980, ligger begravd på kyrkogården i Fremantle.
Fremantle är även känt för sin eftermiddagsbris som lockar windsurfing och kitesurfing-fantaster från hela världen varje år. De samlas bland annat vid Woodman Point.